# Diocesi di Buffada
La diocesi di Buffada (in latino: Dioecesis Buffadensis) è una sede soppressa e sede titolare della Chiesa cattolica.

## Storia
Buffada, nell'odierna Algeria, è un'antica sede episcopale della provincia romana di Numidia.
Unico vescovo conosciuto di questa diocesi africana è Crescens Buffadensis, il cui nome appare al 63º posto nella lista dei vescovi della Numidia convocati a Cartagine dal re vandalo Unerico nel 484; Crescente era già deceduto all'epoca della redazione di questa lista.
Dal 1933 Buffada è annoverata tra le sedi vescovili titolari della Chiesa cattolica; dal 6 giugno 2023 il vescovo titolare è Felipe Pulido, vescovo ausiliare di San Diego.

## Cronotassi

### Vescovi residenti
- Crescente † (prima del 484)

### Vescovi titolari
- Marcel Daubechies, M.Afr. † (25 novembre 1964 - 9 agosto 1976 dimesso)
- Joseph Kyeong Kap-ryong † (3 febbraio 1977 - 2 luglio 1984 nominato vescovo di Daejeon)
- Raymond Saw Po Ray † (3 luglio 1987 - 22 marzo 1993 nominato vescovo di Mawlamyine)
- Alexander Sye Cheong-duk † (3 febbraio 1994 - 22 dicembre 2001 deceduto)
- Paul Patrick Chomnycky, O.S.B.M. (5 aprile 2002 - 3 gennaio 2006 nominato eparca di Stamford)
- Rodolfo Fontiveros Beltran † (18 marzo 2006 - 30 ottobre 2012 nominato vescovo di San Fernando de La Union)
- Djalwana Laurent Lompo (26 gennaio 2013 - 11 ottobre 2014 nominato arcivescovo di Niamey)
- John Saw Yaw Han (30 dicembre 2014 - 4 novembre 2022 nominato vescovo di Kengtung)
- Felipe Pulido, dal 6 giugno 2023